# ALT 리눅스
ALT 리눅스(ALT Linux)는 리눅스 커널과 시시포스(Sisyphus) 계열의 RPM 기반의 운영 체제 가운데 하나로 모스크바의 IP랩스 리눅스 팀에서 파생된 ALT 리눅스 팀에서 ALT 리눅스 시시포스 계획에 따라 만들었다. 정확한 현지화와 APT, 시냅틱을 통한 효율적 꾸러미 관리 등을 장점으로 가지고 있으며 이 운영 체제의 불안정판 저장소인 시시포스는 2007년 최우수 C뉴스상을 받기도 했다.

## 종류
ALT 리눅스는 초심자와 숙련자 모두를 위한 다양한 판을 제공한다.
- 가벼운(Lite): 성능이 낮은 컴퓨터를 위한 CD 1장짜리 판. 기본 GUI는 Xfce이고 일반판과 라이브판으로 또 나뉜다.
- 알찬(Compact): 초심자들을 위한 판으로 쉬운 설정, 많은 사무용 또는 멀티미디어 소프트웨어, 몇 가지 게임 등이 특징이다.
- 주니어(Junior)
- 데스크톱(Desktop)
- 마스터(Master): 서버, 데스크톱, 개발 환경 등을 모두 아우른 판.
- 서버(Server): 디스크 1장짜리.
- 터미널(Terminal): ALT 리눅스 데스크톱판과 ALTSP5(LTSP에서 갈라져 나온 운영체제)를 기반으로 하는 판.